# 오가와 준야
오가와 준야(일본어: 小川淳也, 1971년 4월 18일 ~)는 자치와 총무의 관료를 지낸 일본의 정치인으로 입헌민주당 소속 중의원 의원(6선), 입헌민주당 정무조사회장(제2대), 입헌민주당 가가와 현련 대표, 총무대신 정무관(하토야마 유키오 내각·간 나오토 내각), 구 입헌민주당 대표 특별보좌 등을 역임했다.

## 생애
가가와현 다카마쓰시에서 태어났다. 부모님은 미용실을 운영하고 있었다. 다카마쓰 시립 이치노미야 초등학교에 입학해, 다카마쓰 시립 엔자 초등학교를 졸업. 다카마쓰 시립 고토 중학교, 가가와 현립 다카마쓰 고등학교 졸업했고 1994년 3월, 도쿄 대학 법학부 졸업. 같은 해 4월 자치성(현: 총무성)에 입성했다.
2001년 4월, 가스가이시 시청으로 출향해, 기획 조정 부장에 착임. 장관 관방 비서과 과장 보좌를 마지막으로 2003년 7월에 총무성을 퇴관했다.
2003년, 제43회 중의원 의원 총선거에 민주당 공인으로 가가와 1구에서 출마했지만, 자유민주당의 히라이 다쿠야에게 패하여 낙선하였다.

### 중의원 의원에 첫 당선
2005년 제44회 중의원 의원 총선거에 다시 가가와 1구에서 출마하여 다시 히라이에게 패배했지만, 중복 입후보했던 비례 시고쿠 블록으로 부활하여 첫 당선되었다.
2009년 제45회 중의원 의원 총선거에서는 가가와 1구에서 히라이를 꺾고, 처음으로 소선거구에서 당선되었다(비례 부활로 히라이도 당선). 총선 후 출범한 하토야마 유키오 내각에서 총무대신 정무관으로 취임해 간 나오토 내각까지 지냈다. 2012년 9월 민주당 대표 선거에서는 제2차 노다 개조 내각의 현직 각료인 환경대신 호소노 고시에게 출마를 요청했지만, 원전 사고 담당상이기도 한 호소노는 후쿠시마 부흥에 계속 주력하겠다고 밝히면서 출마를 포기했다.
2012년 12월 제46회 중의원 의원 총선거에서는, 가가와 1구에서 히라이에 졌지만, 중복 입후보하고 있던 비례 시고쿠 블록으로 부활하면서 3선.

### 희망의 당, 무소속
2017년 9월 26일 고이케 유리코 도지사와 민진당 대표 마에하라 세이지는 만나 민진당과 희망의 당이 합류하는 방향으로 합의했다. 10월 2일 오가와는 "민진당을 탈당해 희망의 당에 공천 신청한다"고 밝혔다. 10월 3일 마츠바라 아키오 공산당 현위원회 위원장은 작년 참의원 선거에서 야당 단일후보가 성사된 것을 언급하며 "오가와가 고심해 준 데 대해 보답한다"고 말했다. 결국 동당은 가가와 1구에서 소선거구 도입 이후 처음으로 후보자 옹립을 미루고 사실상 오가와를 지원했다. 사민당 현 연합은 전회 선거까지 오가와를 추천해 왔지만, 희망의 당으로 옮겼기 때문에, 자주 투표로 했다. 희망의 당이 공약으로 안보법제의 용인이나 헌법 9조 등의 헌법 개정 등을 호소하자, 오가와는 당의 공천을 받았음에도 불구하고, 선거 기간 중, "집단적 자위권의 행사는 위헌의 의심이 강하다"라고 주장. 야마노이 가즈노리, 유노키 미치요시 등과 함께 코이케 대표의 노선에 이의를 제기했다.
동년 10월 22일의 제48회 중의원 의원 총선거에 희망의 당 공천으로 입후보. 히라이에게 패해도 석패율 97.323%로 동당이 비례 시고쿠 블록에서 획득한 1 의석에 들어가 비례 부활로 획득한 의석에 진입해 5선에 당선되었다. 희망의 당은 10월 27일 양원 의원총회를 열어 11월 1일 총리 지명 선거에서 와타나베에게 투표하기로 했다. 오가와는 총회에서 입헌민주당의 에다노 유키오가 되어야 한다고 고이케를 앞에 두고 연설하여 민진당 해체를 추진한 마에하라와 각을 세우게 된다. 11월 10일 희망의 당 공동대표 선거 후 당직인사에서는 사회보장제도조사회장에 취임했다.
2018년 5월 7일, 민진당과 희망의 당이 합류해 신당·국민민주당이 창당. 이날 오가와는 현청에서 기자회견을 열고 같은 당에는 참석하지 않고 당분간 무소속으로 활동하겠다고 밝혔다.
같은 해 9월 9일 입헌민주당 원내회파 '입헌민주당·시민클럽' 가입을 표명하고 다음날인 10일에 가입했다. 또한 입헌민주당 교섭단체 합류에 따라 같은 당 간사장 특별보좌로 임명되었다. 그 밖에 같은 해 9월 11일 입헌민주당 가가와현 연합 설립과 함께 고문으로 취임했다. '입헌민주당·시민클럽'은 나중에 '입헌민주당·무소속 포럼'으로 개칭했다.
2020년 6월 13일 다큐멘터리 영화 '왜 너는 총리대신이 될 수 없는가'가 공개. 영화는 2003년 중의원 의원 총선거 첫 출마 이후 오가와를 찍은 오시마 신 감독의 작품으로, 제94회 키네마 준보 베스트 10에서 문화영화 베스트 1을 수상했다.

### 입헌민주당
2021년 10월 8일, 일본유신회는 차기 중의원 선거의 가가와 1구에 전 국회의원 비서인 마치카와 준코를 옹립하기로 결정했다. 10월 19일, 제49회 중의원 의원 총선거 공시. 가가와 1구에서는 오가와, 히라이, 마치카와 3명이 입후보하여 10월 31일 투표 마감 20시 직후에 아사히 신문이 오가와의 당선 확정을 보도했다. 패한 히라이는 비례 부활로 당선되었다.
같은 해 11월 2일 에다노 유키오가 당대표 사퇴를 발표했다. 그러자 오가와는 이날 대표 선거 출마에 의욕을 보였다. 11월 18일 국회에서 기자회견을 열어 필요한 추천인 20명을 확보할 수 있었다며 공식 출마 의사를 밝혔다. 11월 30일, 대표 선거가 실시. 1차 투표에서는 정해지지 않고, 결선 투표에 의해 이즈미 겐타가 대표로 선출되었다. 12월 1일, 이즈미는 당 골격 인사를 발표. 오가와를 정무조사회장으로 기용했다.

## 의원 연맹
- 담배 산업 정책 의원 연맹
- 행정 서사 제도 추진 의원 연맹

## 출연

### 영화
- 《왜 너는 총리대신이 될 수 없는가》(2020년 6월 13일 개봉)
- 《가가와 1구》(2021년 12월 24일 개봉)

## 역대 선거 결과
|  | 39.05% |

|  | 44.95% |

|  | 52.25% |

|  | 35.94% |

|  | 43.95% |

|  | 49.32% |

|  | 51.00% |

|  | 51.33% |